# René Mercet
René Mercet (Thun, 1 december 1898 - 13 juni 1961) was een Zwitsers internationale scheidsrechter in de jaren 1920 en 1930.
De gewelddadig verlopen kwartfinalewedstrijd tussen Italië en Spanje tijdens de FIFA World Cup in 1934, was geëindigd in een gelijkspel en moest worden overgespeeld. Mercet werd bij die tweede wedstrijd ingezet als scheidsrechter. Hierbij maakte hij twijfelachtige beslissingen in het voordeel van Italië, dat de wedstrijd uiteindelijk ook won. Mercet werd nadien beschuldigd van partijdigheid en werd als 'de twaalfde man van Italië' bestempeld. Hij werd door de Zwitserse voetbalbond geschorst. Mercet heeft hierna nooit meer een internationale voetbalwedstrijd gefloten.